# سيرافيم بابتيستا
سيرافيم بيريرا بابتيستا (بالبرتغالية: Serafim Pereira Baptista؛ 21 مايو 1925 – يوليو 2001) كان لاعب كرة قدم برتغاليًا لعب كلاعب خط وسط.

## وصلات خارجية
- سيرافيم بابتيستا على موقع عالم كرة القدم.نت (الإنجليزية)